# Fontainebleau (zámek)
Zámek ve Fontainebleau je jeden z nejrozlehlejších francouzských zámků. Leží nedaleko města Fontainebleau.
Počátky zámku spadají do 12. století. Své současné podoby však nabyl zejména v průběhu 16. století, kdy jej na žádost francouzských králů přestavěli jedni z nejlepších italských architektů té doby. Zámek má téměr 1500 místností a je rušným turistickým místem, i když není zdaleka navštěvován v takovém měřítku jako např. Versailles.
V roce 1685 zde král Ludvík XIV. vydal Edikt z Fontainebleau.
Pro svou mimořádnou historickou hodnotu byl v roce 1981 celý zámek i s parkem zařazen na Seznam světového dědictví UNESCO.